# Mönchstraße 57 (Stralsund)
Das Gebäude Mönchstraße 57 in Stralsund war ein denkmalgeschütztes Bauwerk in der Mönchstraße.
Der sechsachsige, traufständige Putzbau mit zwei Vollgeschossen und einem Mezzanin wurde um das Jahr 1800 errichtet. Die äußeren Achsen sind als flache Vorlage ausgebildet, dreieckige Fensterverdachungen in beiden äußeren Achsen betonen die Gestaltung. An der nördlichen Seite ist das Korbbogenportal, an der südlichen Seite eine durchfensterte Wandblende ausgeführt. Das Treppenhaus tritt auf der Hofseite halbkreisförmig hervor. Ein Seitenhaus in Fachwerk entstand zur selben Zeit wie das Haupthaus.
Das Haus im Kerngebiet des von der UNESCO als Weltkulturerbe anerkannten Stadtgebietes des Kulturgutes „Historische Altstädte Stralsund und Wismar“ war in die Liste der Baudenkmale in Stralsund eingetragen. Es wurde abgerissen.